# 達尼·達揚
達尼·達揚（希伯來語：‎；1955年—），以色列外交官、商人，曾任猶太、撒馬利亞及加沙市政局主席，現任猶太人大屠殺紀念館館長。